# Hemihyalea nimbipicta
Hemihyalea nimbipicta là một loài bướm đêm thuộc phân họ Arctiinae, họ Erebidae.